# 이마이즈미촌 (시즈오카현)
이마이즈미촌(今泉村)은 시즈오카현의 서부 후지군에 속했던 촌이다. 현재의 후지시에 해당한다.

## 역사
- 1889년 4월 1일 - 정촌제 시행에 의해 후지군 이마이즈미촌이 성립하였다.
- 1942년 6월 14일 - 요시와라정과 합병해 새로운 요시와라정이 성립하여, 동일 이마이즈미촌은 폐지되었다.

## 교통

### 도로
현재는 도메이 고속도로가 구 촌역을 통과하고 있지만, 당시는 미개통.

## 참고문헌
- 가도카와 일본 지명 대사전 22 静岡県